# Округ Вокер (Алабама)
Округ Вокер (енгл. Walker County) је округ у америчкој савезној држави Алабама. По попису из 2010. године број становника је 67.023. Седиште округа је град Џаспер.

## Демографија
Према попису становништва из 2010. у округу је живело 67.023 становника, што је 3.690 (5,2%) становника мање него 2000. године.
| Група             | 2000.          | 2010.          |
| Белци             | 64.855 (91,7%) | 60.587 (90,4%) |
| Афроамериканци    | 4.364 (6,2%)   | 3.928 (5,9%)   |
| Азијати           | 141 (0,2%)     | 195 (0,3%)     |
| Хиспаноамериканци | 607 (0,9%)     | 1.307 (2,0%)   |
| Укупно            | 70.713         | 67.023         |